# Quincinetto
Quincinetto (Quisné in piemontese, Kuisnè in francoprovenzale, Quisnet in francese, Quinzenej in Töitschu) è un comune italiano di 971 abitanti della città metropolitana di Torino in Piemonte.

## Geografia fisica

### Territorio
Situato all'imbocco della Valle d'Aosta, uscendo dal casello autostradale di Quincinetto ci troviamo davanti a un Comune di montagna, di probabile origine preistorica. I quincinettesi sono concentrati quasi esclusivamente nel capoluogo comunale.
Il paese oscilla tra i 270 e i 350 metri slm, mentre il punto più elevato è la Cima di Bonze (2516 m slm).

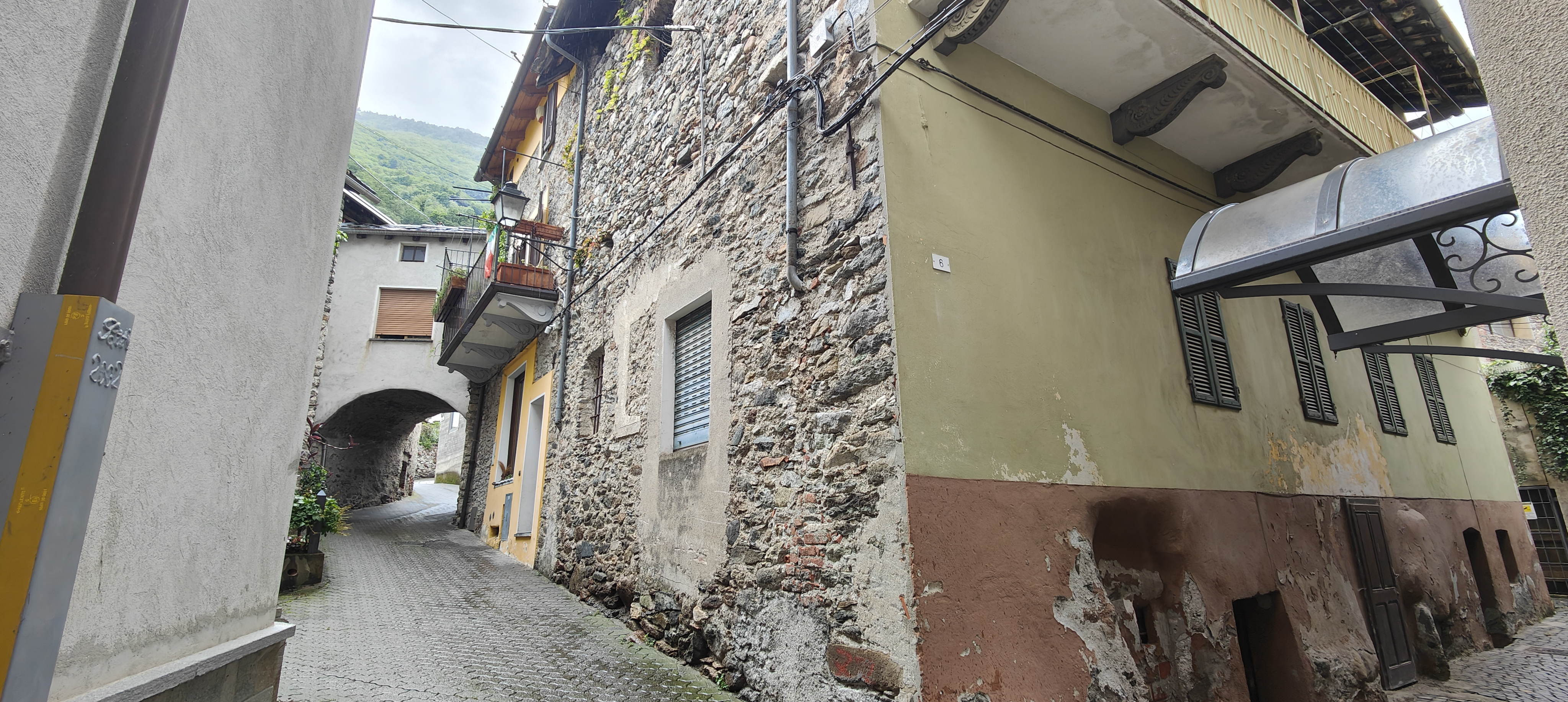
Il paese è caratterizzato anche a presentarsi, in parte, come un dedalo, un insieme di viuzze

## Storia
Da Quincinetto, in epoca romana, passava la via delle Gallie, strada romana consolare fatta costruire da Augusto per collegare la Pianura Padana con la Gallia. Quincinetto, castrum Quincenati o Quincenacho fu dotato, durante il secolo XII, di un castello fortificato. Feudo dei conti Vescovi di Ivrea, nel 1358 venne ceduto al Conte Verde Amedeo VI ed i Savoia  concessero di seguito la sua giurisdizione ai signori e conti di Settimo Vittone, gli (H)Enrico.
Il 24 giugno 1539 un certo Giovanni De Vigna, castellano di Quincinetto nonché luogotenente dei signori e conti di Settimo Vittone , signori di Quincinetto, fa opposizione a nome dei signori di Montaldo ai lavori di una roggia, per i terreni sotto la giurisdizione di Quincinetto, iniziati dal Comune di Tavagnasco, chiedendo il risarcimento dei danni. Questa singolare controversia tra i due Comuni durò alcuni anni.
 Nel 1547 si acuì quando il canale del Mulino di Tavagnasco rimase senza acqua per uno spostamento del letto della Dora Baltea, a causa di una grossa diga sul fiume eretta dagli abitanti di Quincinetto, che di notte manomisero la presa.

## Monumenti e luoghi d'interesse
- Cima di Bonze
- Vallone di Scalaro
- Vigneti a pergola
- Miniera di quarzo abbandonata
- Chiesa parrocchiale di Gesù Risorto e SS. Salvatore con campanile. Di origine medievale risalente al 1297, ricostruita nel 1770 in tardo barocco su disegno dell'architetto Bella. Il conte d'Azeglio con la popolazione e l'allora parroco Marietti fecero realizzare un edificio di 35 metri, con 3 cappelle laterali e affreschi di Carlo Cogrossi (1749-1789) di Treviglio, artista molto impegnato nel canavese. Edificato a navata unica nel 1827.[6]

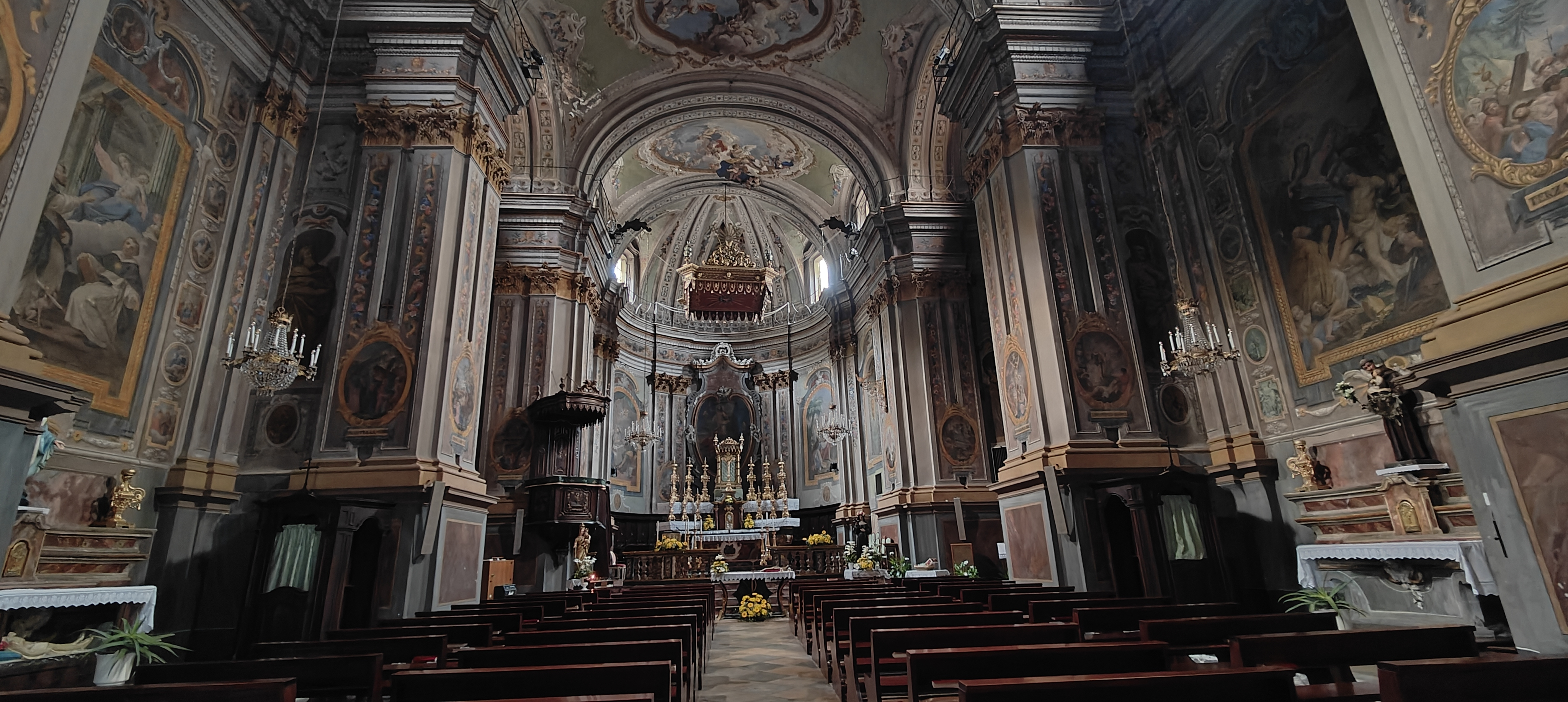
L'interno della parrocchia di Gesù Risorto e SS. Salvatore

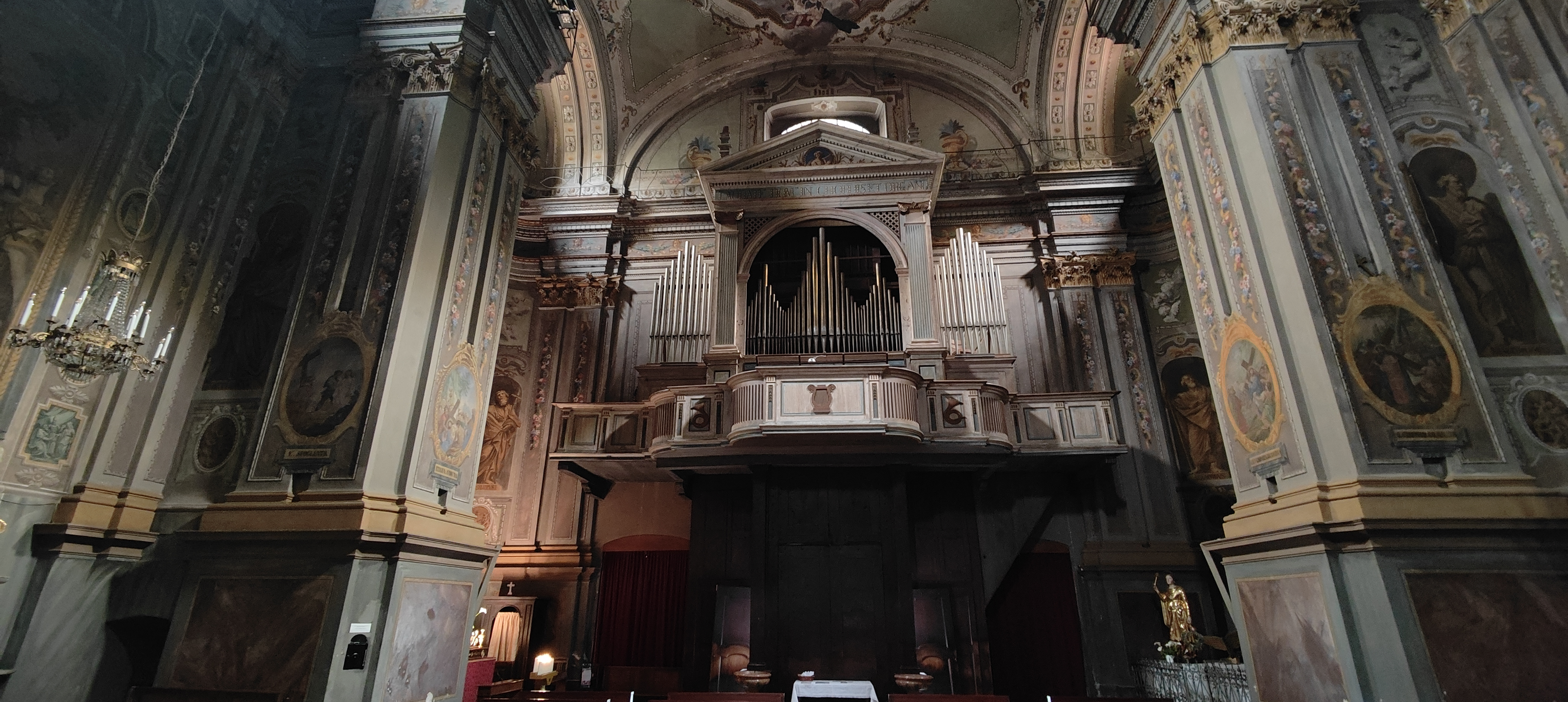
L'organo sopra ingresso

- La chiesa-oratorio della confraternita di Santa Marta, adiacente la parrocchia. Di origine medievale viene citato in un documento contabile datato 1653. Dal 1972 viene usato come oratorio e sala riunioni[7]

- La Rupe

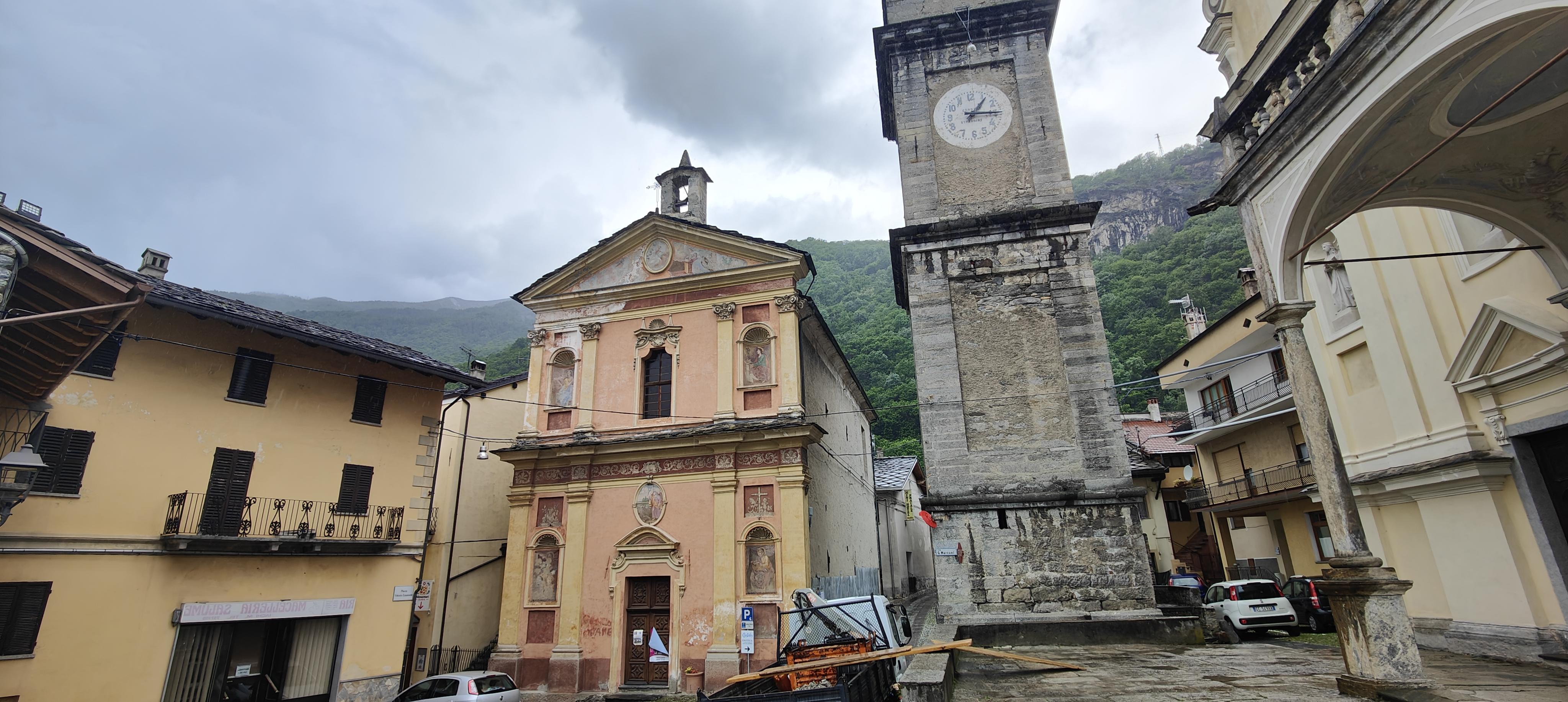
L'oratorio di Santa Marta adiacente la parrocchia SS. Salvatore

- Bec Renon e le sue incisioni rupestri
- Le 7 fontane[8] percorso che caratterizza il paese. Si tratta di 7 antiche fontane alimentate dalla sorgente Montellina[9] che, a sua volta, alimenta pure l'acquedotto comunale, la centrale elettrica, in passato i lavatoi e la forgiatura dei metalli compresa la coniazione delle monete e (questa ancora) l'irrigazione dei campi.

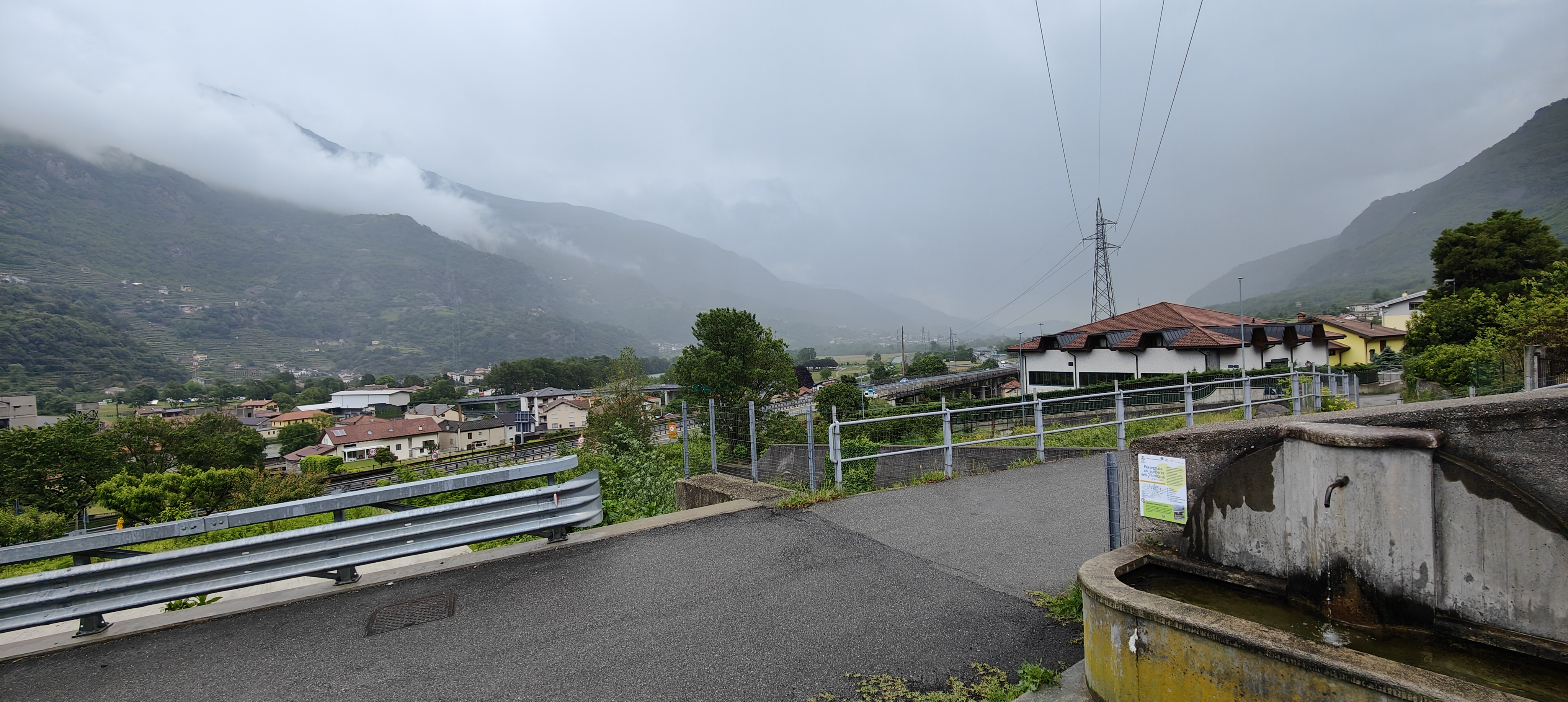
Una delle 7 fontane (a destra) in una zona con vista su una parte del paese sormontato dal viadotto autostradale

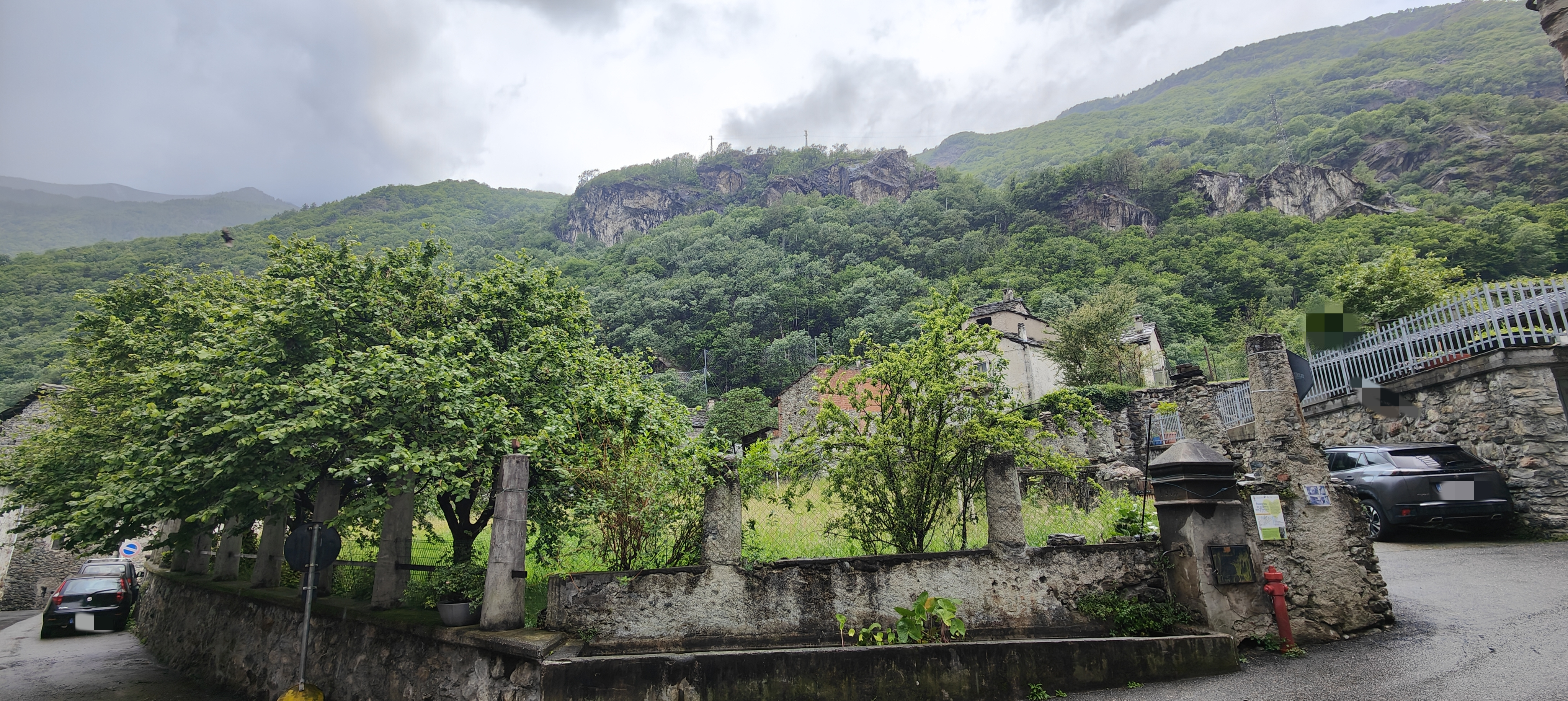
Mura antiche e un'altra delle 7 fontane

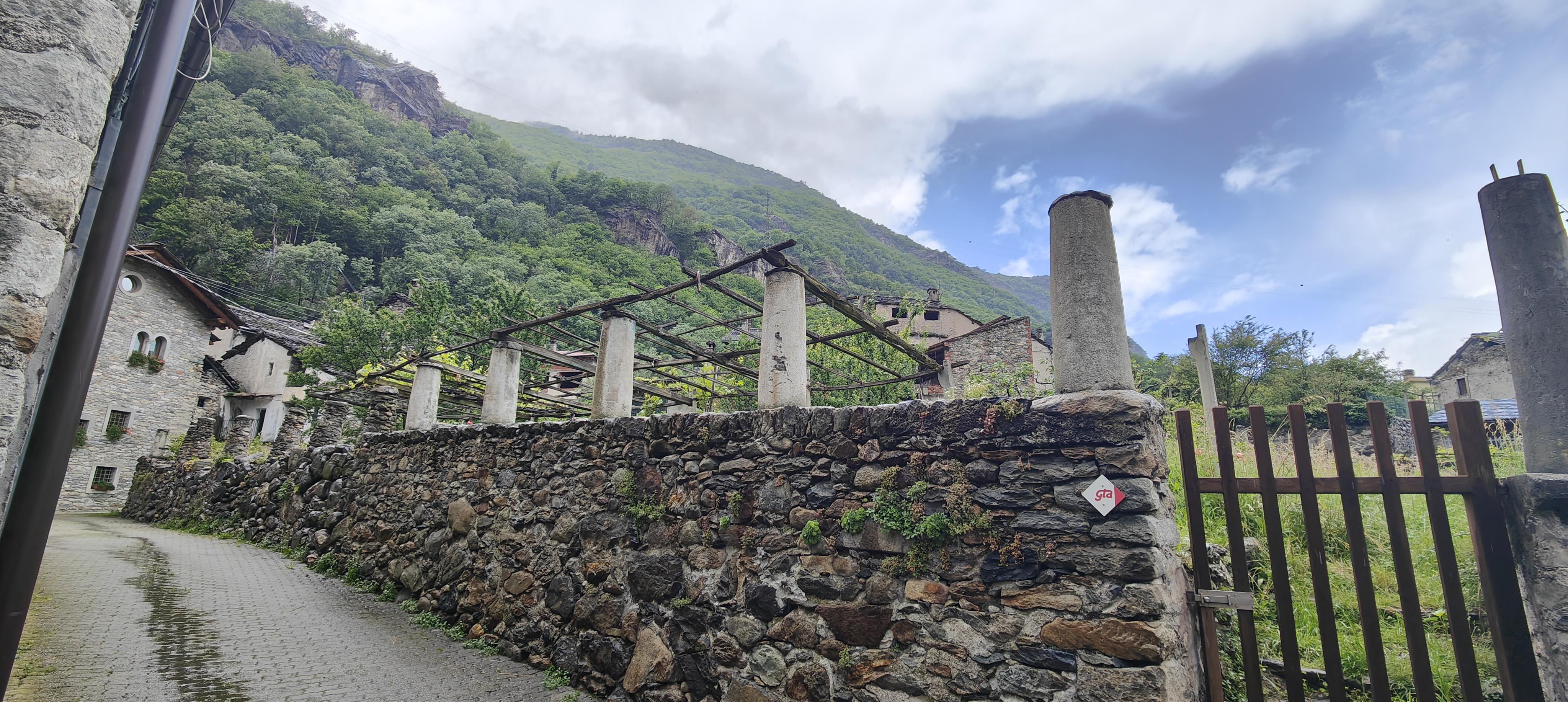
Alcune mura antiche nella parte più alta del paese di influenza in stile valdostano

## Società

### Evoluzione demografica
Abitanti censiti

## Cultura

### Istruzione
Asilo Nido, Scuola dell'infanzia e Scuola primaria "Comm. Buat Albiana" situati in via Comm. Buat Albiana.

### Biblioteca
In Via XXV Aprile ha sede la biblioteca comunale.

### Cucina
- Zuppa di Ajucche (piante erbacee spontanee)
- Cipollini d'Ivrea
- Miasse (croste di meliga croccanti) e Salignun (ricotta fresca)
- Peperoncino buffia
- Formaggio Murtret
- Tomette aromatizzate con cumino, peperoncino e spezie

## Economia
Come in molti comuni limitrofi anche nel comune di Quincinetto si produce energia idroelettrica. La centrale idroelettrica di Quincinetto, in gestione alla CVA, sfrutta le acque della Dora Baltea.

## Infrastrutture e trasporti

### Strade
- Autostrada A5 Torino-Aosta-Monte Bianco - uscita Quincinetto
- Strada statale 26 Chivasso-Aosta.

Esiste anche una stazione per treni solamente in transito, non più attiva dal 1999.

## Amministrazione
Di seguito è presentata una tabella relativa alle amministrazioni che si sono succedute in questo comune.
| Periodo        | Periodo        | Primo cittadino        | Partito                                          | Carica  | Note   |
| -------------- | -------------- | ---------------------- | ------------------------------------------------ | ------- | ------ |
| 24 giugno 1985 | 31 maggio 1990 | Angelo Canale Clapetto | Democrazia Cristiana                             | Sindaco | [ 12 ] |
| 31 maggio 1990 | 24 aprile 1995 | Angelo Canale Clapetto | lista civica                                     | Sindaco | [ 12 ] |
| 24 aprile 1995 | 14 giugno 1999 | Angelo Canale Clapetto | Partito Popolare Italiano                        | Sindaco | [ 12 ] |
| 14 giugno 1999 | 14 giugno 2004 | Fabrizio Ivano Bernabè | centro-destra                                    | Sindaco | [ 12 ] |
| 14 giugno 2004 | 7 giugno 2009  | Fabrizio Ivano Bernabè | lista civica                                     | Sindaco | [ 12 ] |
| 8 giugno 2009  | 26 maggio 2014 | Barbara Compagno Zoan  | lista civica                                     | Sindaco | [ 12 ] |
| 26 maggio 2014 | 27 maggio 2019 | Angelo Canale Clapetto | lista civica Per Quincinetto armonia e concordia | Sindaco | [ 12 ] |
| 27 maggio 2019 | in carica      | Angelo Canale Clapetto | lista civica Uniti per Quincinetto               | Sindaco | [ 12 ] |

### Altre informazioni amministrative
Il comune faceva parte della Comunità montana Val Chiusella, Valle Sacra e Dora Baltea Canavesana.

### Gemellaggi
- Marnaz dal 1996.

## Sport
A Quincinetto gioca la locale squadra di calcio del USD Quinci-Tava, che milita nel campionato di Eccellenza, girone B del Piemonte - Valle d'Aosta nella stagione 2024-2025.